# Țâța pisicii
Țâța pisicii este un vechi soi românesc de struguri.